# Nicholas Aylward Vigors
Nicholas Aylward Vigors est un zoologiste et un homme politique irlandais, né en 1785 à Old Leighlin dans le comté de Carlow et mort le 26 octobre 1840.

## Biographie
Vigors fait ses études au Trinity College d’Oxford. Il fait partie de l’armée britannique durant la guerre d’Espagne contre les troupes napoléoniennes de 1809 à 1811. Il retourne ensuite terminer ses études à Oxford et est diplômé en 1817.
Il est l’un des fondateurs de la Zoological Society of London en 1826 et son premier secrétaire jusqu’en 1833. Il dirige l’édition de son journal de 1827 à 1834.
Il est membre de la Linnean Society of London et de la Royal Society en 1826.

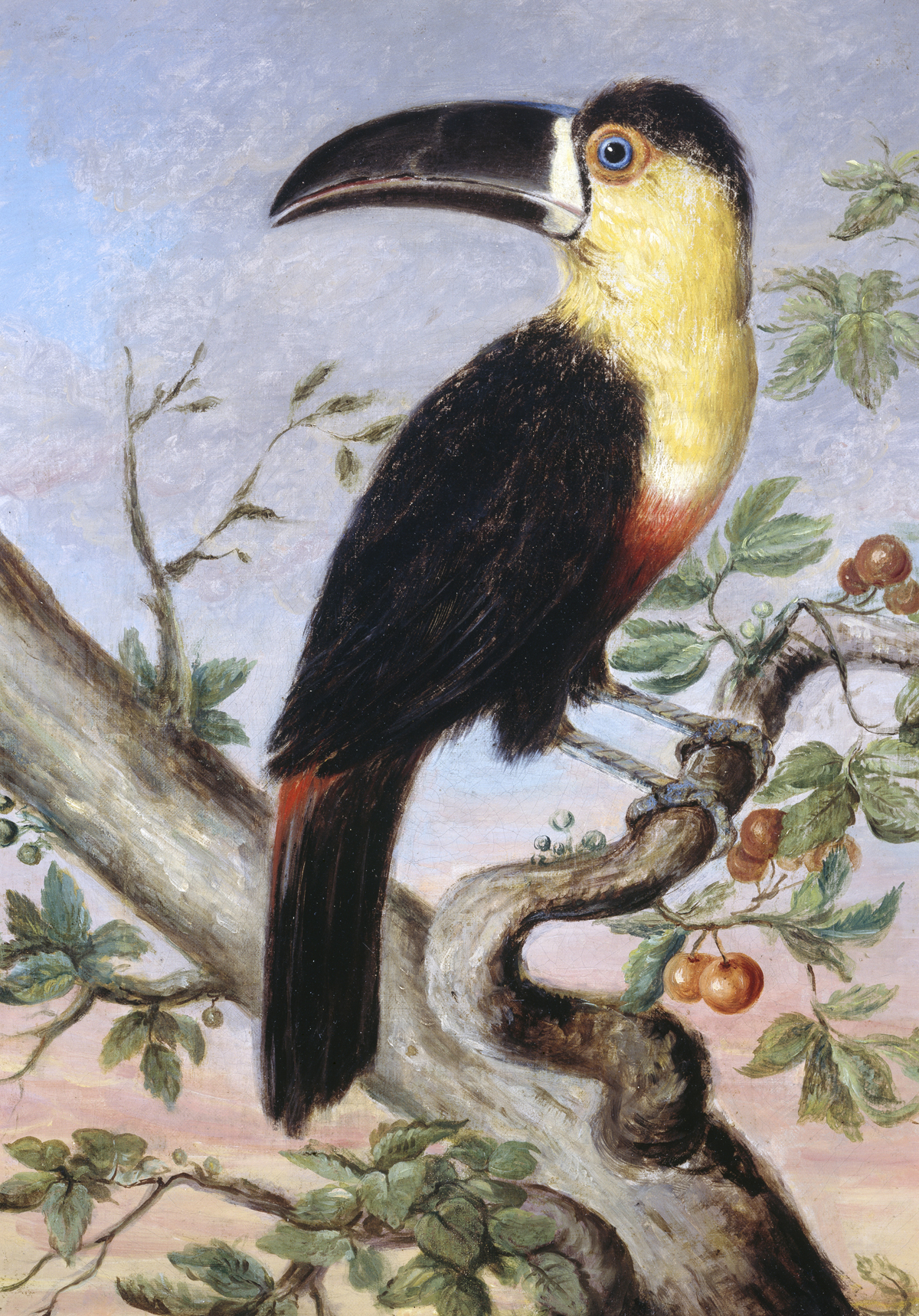
Toucan dessiné par Nicholas Aylward Vigors

Il signe une quarantaine d’articles d’histoire naturelle, principalement consacrée à l’ornithologie. Il encourage les débuts de John Gould (1804-1881) et réalise le texte du livre de A Century of Birds from the  Himalaya Mountains (1830-1832). Il rédige le chapitre consacré aux oiseaux dans Zoology of Captain Beechey’s Voyage, 1839 à partir des illustrations et des notes effectuées par Alexander Collie (1793-1835) durant son exploration des côtes occidentales des Amériques.
Vigors hérite du domaine de son père en 1828. Il devient membre du parlement pour Carlow en 1832, siège qu’il conserve jusqu’à sa mort.

## Liste partielle des publications
- 1810 : An inquiry into the nature and extent of poetic licence. Mackinlay & Bensley, Londres.
- 1831-1834 : avec John Gould, A century of birds from the Himalaya Mountains. Londres.
- 1836 : A statement of persecutions on the part of certain Tory landlords in the County of Carlow. Ridgways, Londres.